# Regalecus glesne
Il re di aringhe, detto anche pesce remo (Regalecus glesne) è un pesce abissale di grandi dimensioni dell'ordine dei Lampridiformi.

## Descrizione
Il re di aringhe ha un corpo allungato e nastriforme, piuttosto fragile, di colore argento e striato da barre oblique scure, con la pelle cosparsa di piccoli tubercoli. La testa corta, è azzurrognola. Gli individui giovani hanno una serie di denti finissimi per mascella che scompare negli adulti. Si caratterizza per una pinna dorsale che percorre tutto il suo corpo, di colore rosso vivo, per la presenza di una cresta di "raggi" posti sopra la testa e per due lunghe pinne pelviche simili a remi (da cui il nome inglese di oarfish "pesce remo").

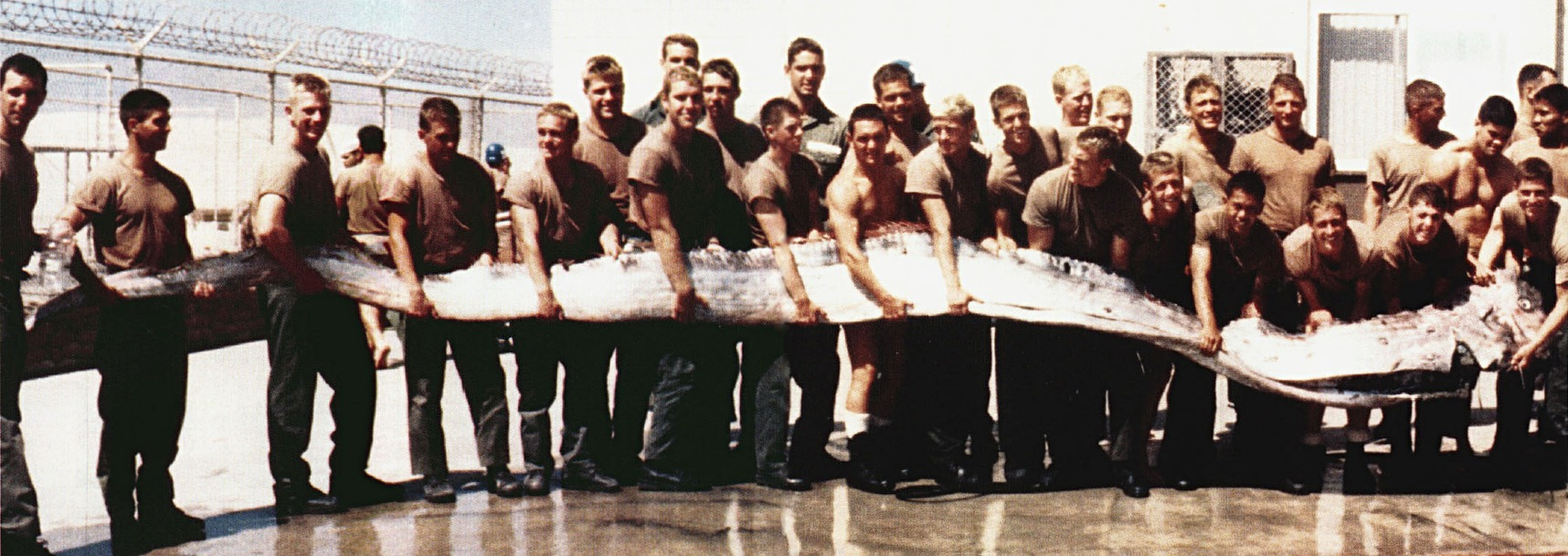
Navy SEALs statunitensi con un re di aringhe di 7 metri catturato nel 1996 al largo della penisola di Coronado, California, Stati Uniti

La peculiarità principale del re di aringhe è senza dubbio la lunghezza: può raggiungere la lunghezza di 11 metri sebbene normalmente non superi i 3 e, di conseguenza, il peso può raggiungere diversi quintali. Per questo motivo, è da molti considerato il pesce osseo più lungo al mondo. Le dimensioni lo rendono quasi immune dai predatori e sono probabilmente all'origine delle leggende che si raccontano sui mostri marini.
Nel febbraio 2010, nel Golfo del Messico, a circa 1500 metri di profondità, è stato avvistato da un batiscafo un esemplare la cui lunghezza è stata approssimativamente stimata in oltre 17 metri.

## Biologia
La biologia del re di aringhe è ancora poco conosciuta. Senza dubbio è una specie abissale (300–1000 m di profondità), ma è possibile individuarlo presso la superficie e vicino alle coste. Qualche volta il re di aringhe si trova spiaggiato ma, a causa della sua fragilità, raramente integro. È stato filmato nel 2010 nel suo ambiente naturale, a circa 300 metri di profondità nel Golfo del Messico e nel 2023 in emersione al largo di Taiwan da un gruppo di subacquei.

### Riproduzione
Le uova sono deposte tra luglio e dicembre, e le larve vivono a basse profondità.

### Alimentazione
Carnivoro, si nutre di piccoli animali (crostacei, molluschi e pesci) ma è innocuo per gli animali di grandi dimensioni, uomo compreso.

## Distribuzione e habitat
Questo pesce è stato segnalato in tutti i mari e gli oceani, compreso il mar Mediterraneo dove è raro.

## Nella cultura di massa

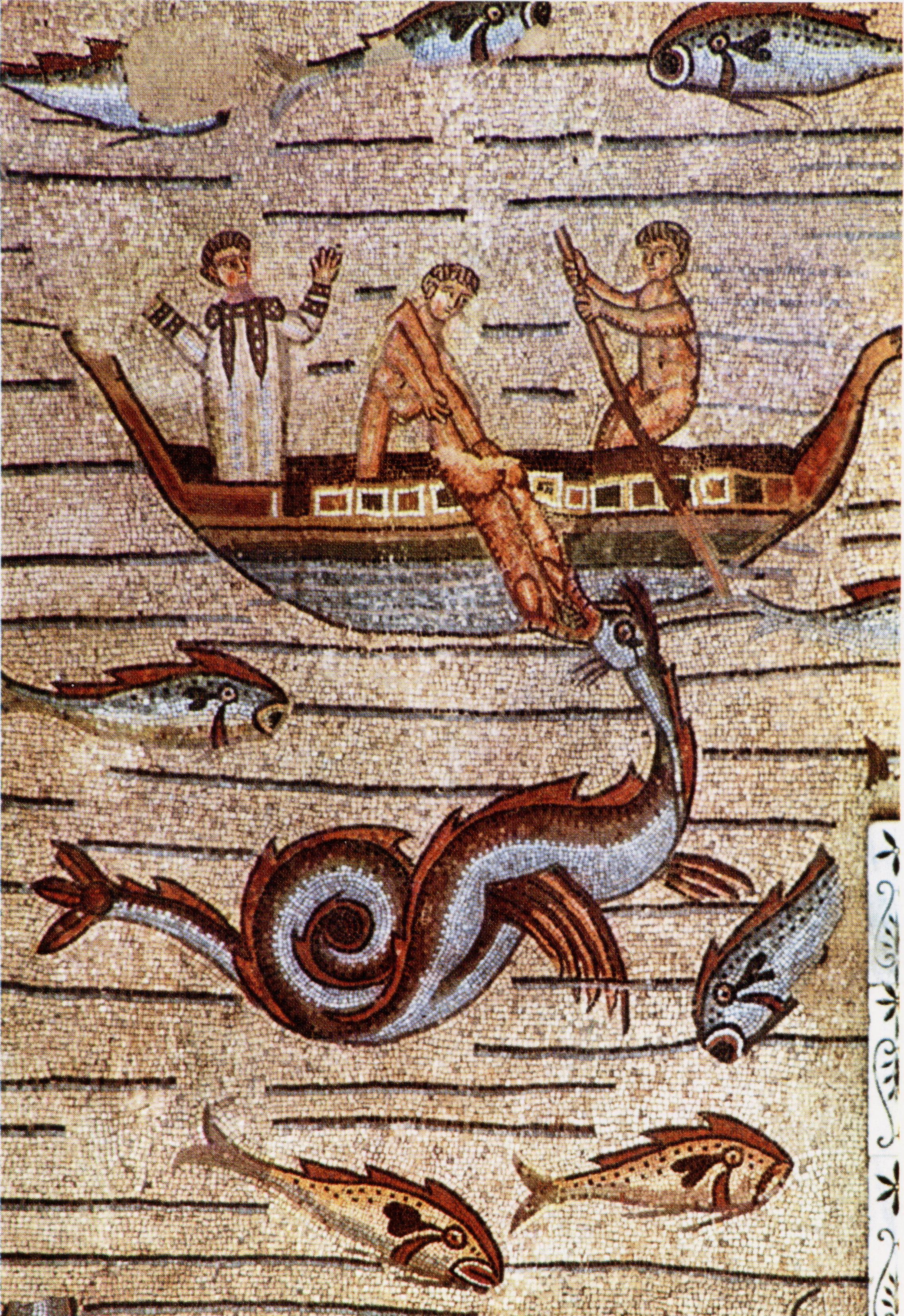
Mosaico con Giona ingoiato da mostro marino (basilica di Aquileia).

- Nella mitologia greca e romana è menzionato un mostro marino, noto come pistrice, creatura spaventosa dotata di una lunga coda di serpente, spesso raffigurata nei cortei di Nettuno. Traccia di questo mostro marino è rinvenibile nelle mappe nautiche antiche, dalla Grecia al Rinascimento.
- Il re di aringhe è raffigurato nei mosaici della basilica di Aquileia in relazione alla leggenda di Giona.
- Nella cultura tradizionale giapponese l’avvistamento di un re di aringhe vicino alle coste è presagio di un terremoto o tsunami imminente.
- I Pokémon Milotic e Gyarados pare siano ispirati al re di aringhe.
- Nel videogioco arcade The Ocean Hunter i miniboss Naga, Vritra e Kaliya sono tre Regalechi di dimensioni particolarmente grandi.

- Nel videogioco di sopravvivenza Subnautica il Reaper leviathan, una creatura ostile di grandi dimensioni, potrebbe essere parzialmente ispirato al re di aringhe, soprattutto per quanto riguarda i colori.

- Nel videogioco Animal Crossing: New Horizons fa parte dei pesci catturabili.